# أورسولا ويبر
أورسولا ويبر (بالألمانية: Ursula Weber)‏ هي منافسة ألعاب القوى نمساوية، ولدت في 26 سبتمبر 1960 في فيينا في النمسا.

## وصلات خارجية
- أورسولا ويبر على موقع الاتحاد الدولي لألعاب القوى (الإنجليزية)
- أورسولا ويبر على موقع أوليمبيديا (الإنجليزية)